# Mateo de Guardiola y Aragón
Mateo de Guardiola y Aragón o simplemente Mateo Guardiola (Jumilla, Corona de Castilla, ca. 1490–ib., Corona de España, después de 1540) era un noble castellano que sirvió al rey Carlos I de España en la guerra de las Germanías desde 1519 hasta 1523 y quien lo confirmó como alcaide de Jumilla en 1520, pero en 1521 renunció a favor de su pariente el marqués de Villena, y posteriormente fue teniente de corregidor de Murcia desde 1535 hasta alrededor del año 1537.

## Biografía

### Origen familiar y primeros años
Mateo de Guardiola y Aragón habría nacido hacia el año 1490, muy probablemente en la ciudad de Jumilla. Era hijo primogénito de Miguel de Guardiola y Aragón Pacheco quien siendo muy joven fuera uno de los tenientes generales del sitio de Granada de 1490 a 1492 y el sucesivo alcaide de Jumilla desde 1516 hasta el 31 de diciembre de 1519, y de su esposa Elvira Sánchez Manuel de Castilla y Carrillo de Albornoz con quien se había casado en la ciudad de Murcia hacia 1490.
Sus abuelos paternos eran el caballero hidalgo Andrés Mateo de Guardiola y Aragón, que fue desde 1475 el único capitán general de la Fronteras de Jumilla y del Marquesado de Villena hasta 1492 y al mismo tiempo alcaide del castillo de Jumilla hasta 1516, y su mujer Ginesa Pacheco Téllez-Girón, cuyo matrimonio celebrado en Escalona hacia 1469 se capituló por mandato de los futuros Reyes Católicos por ser una hija del comendador Rodrigo Pacheco, caballero de la Orden de Santiago y alcaide predecesor de Jumilla de 1468 a 1475, y que en este último año en concepto de dote de parte del segundo marqués Diego López Pacheco y Portocarrero, el tío de Ginesa, había recibido una huerta de arboleda y recreo en la Buitrera, con sus cinco fuentes manantiales, y por ende, Mateo era un bisnieto paterno por vía femenina de Juan Pacheco, I marqués de Villena desde 1445 hasta 1468, I conde de Xiquena desde 1461 y I duque de Escalona desde 1472 hasta 1474, además de maestre de la Orden de Santiago desde 1467.
También era nieto materno de Juan Sánchez Manuel y de su cónyuge Isabel Carrillo de Albornoz, bisnieto materno por vía masculina de Juan Sánchez Manuel y de su mujer Beatriz de Pedrosa, tataranieto materno por la misma vía parental de Juan Sánchez Manuel, y de su cónyuge Juana de Jérica, que por donadío del rey Enrique II de Castilla recibió el título de primer conde de Carrión desde 1368, y por la prima paterna que era la reina consorte Juana Manuel de Villena —una medio hermana del conde Enrique Manuel de Villena e hija del príncipe Don Juan Manuel y de su esposa Blanca Núñez de Lara— recibió el título de adelantado mayor de Murcia desde 1369 hasta 1383, y por lo tanto,  Mateo Guardiola era trastataranieto de Sancho Manuel de Castilla, primer señor de Carrión.

### Guerra de las Germanías y alcaidía de Jumilla

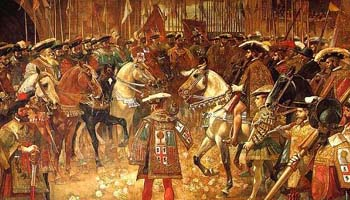
La paz de las Germanías (por Marcelino de Unceta).

Durante el reinado de Carlos I de España, Guardiola actuó en la guerra de las Germanías desde 1519 hasta 1523. Dicho monarca lo confirmó como el siguiente alcaide de Jumilla desde el 1 de enero de 1520 y en el contexto de aquella guerra participó al menos en la batalla de Orihuela el 30 de agosto de 1521.

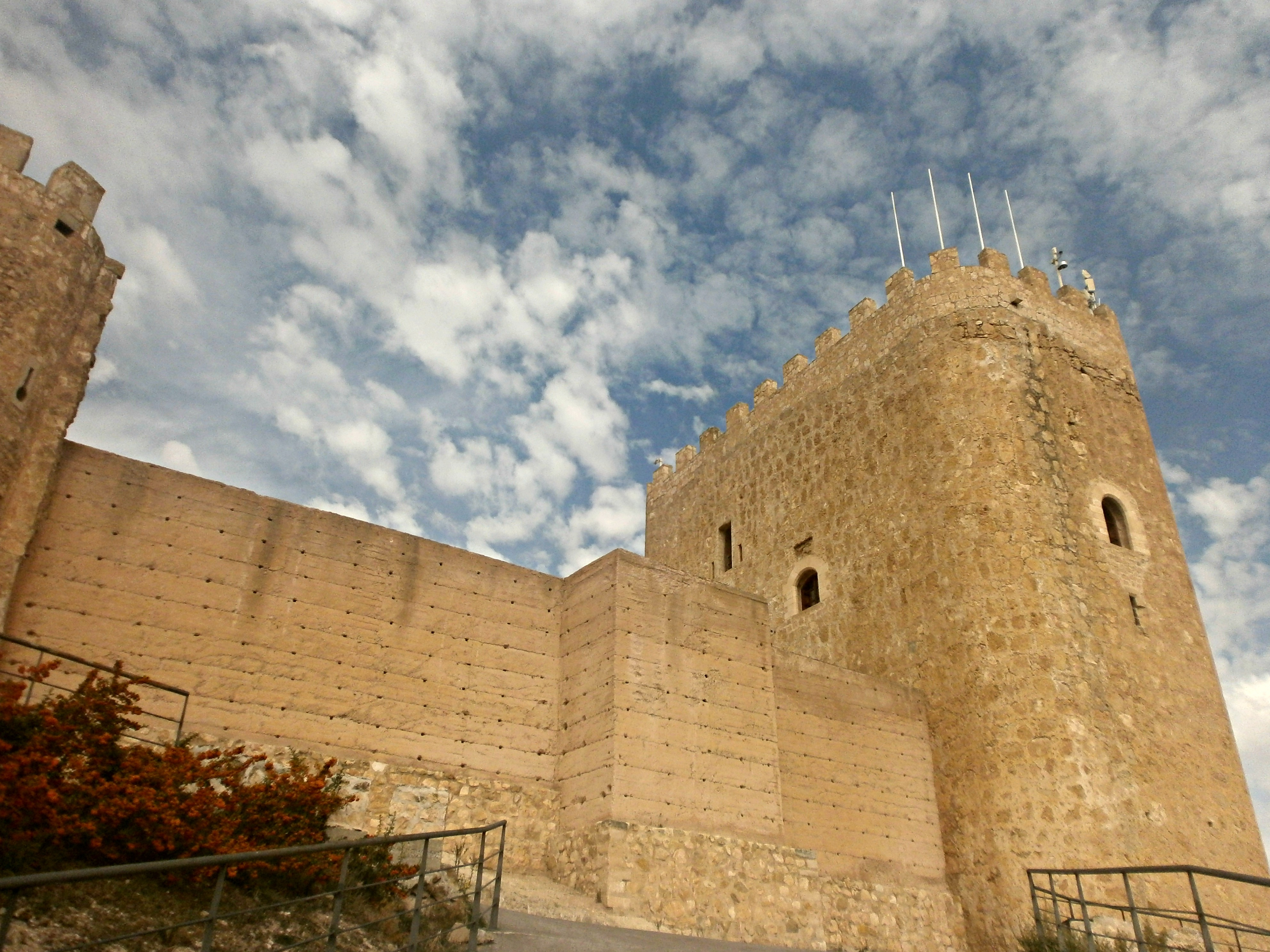
El castillo de Jumilla, reedificado en 1461 por el primer marqués Juan Pacheco.

Unos meses después Guardiola renunció a la alcaidía en septiembre de 1521 a favor de su pariente Diego López Pacheco y Portocarrero, II marqués de Villena, y quien lo ejerció hasta su fallecimiento en 1529, por lo que su hijo heredero que ocupó el cargo, el tercer marqués Diego López Pacheco y Enríquez, lo ostentaría hasta 1556 (y a este le sucedería el cuarto marqués Francisco López Pacheco de Cabrera y Bobadilla hasta 1574).

### Último cargo y fallecimiento
Posteriormente Mateo de Guardiola y Aragón fue teniente de corregidor de Murcia desde 1535, siendo el titular en el puesto Juan de Acuña, y lo ocuparía más allá del año 1537, por lo que muy probablemente fallecería luego de dejar el citado cargo después de 1540 en la ciudad de Jumilla.

## Matrimonio y descendencia
El hidalgo Mateo de Guardiola y Aragón Pacheco Sánchez Manuel de Castilla se había unido en matrimonio hacia 1529 en la ciudad de Murcia con Benita López de Ayala (n. ca. 1505), del linaje de los señores de Campos, por lo que sería una hermana de Tomás de Ayala, señor de Campos y de la Puebla, e hijos de Fernando de Ayala, señor de Campos y de Albudeite, nietos del regidor murciano Juan de Ayala (ca. 1420-después de 1491) y de su primera esposa Guiomar de Ávalos y bisnietos paternos de Juan Sánchez de Ayala (ca. 1378-después de 1432), procurador de Cortes en 1398, regidor de la collación de San Bartolomé de la ciudad de Murcia en 1404 y en 1409, y caballero regidor del Regimiento perpetuo instituido por el rey Juan II de Castilla hacia 1424. Juan Sánchez era un primo hermano de su homónimo Juan Sánchez de Ayala —cuyo padre del mismo nombre había sido adelantado mayor en 1369— que fue alcalde de Murcia hacia 1394, procurador de Cortes en 1398, regidor de la collación de Santa María de Murcia en 1402, en 1410 y en 1416.
Por lo tanto Benita era una tataranieta paterna del alférez mayor del pendón Pedro López de Ayala, señor de Campos, de Albudeite y caballero de la Orden de la Banda, el cual era hermano entero del adelantado mayor Juan Sánchez de Ayala e hijos ilegítimos de Pedro López de Ayala, adelantado mayor de Murcia a nombre del príncipe villenero como lugarteniente de 1306 a 1312, de 1322 a 1325, de 1329 a 1330 y como titular de 1328 a 1329, y de su amante Inés de Azagra, y por la esposa Sancha Fernández Barroso era medio hermano del otro adelantado mayor Fernán Pérez de Ayala, señor de Ayala, de Llodio, de Arrastaria, de Urcabustaiz y de Cuartango, que se había casado con Elvira Álvarez de Cevallos, señora de Escalante, una prima segunda del valido real Juan Fernández de Hinestrosa, sobrina segunda del adelantado mayor castellano Pedro Ruiz II de Villegas e hija de Diego II Gutiérrez de Cevallos, XIV almirante mayor de Castilla desde 1303, I señor de la Casa de Cevallos de Buelna por herencia de su abuelo desde 1305, y de su mujer Juana García Carrillo, cuyos padres eran Elvira Álvarez Osorio y su marido el alcalde mayor de los hidalgos castellanos Garci Gómez Carrillo, señor de Mazuelo y de Hormaza.
A través de los citados Fernán y Elvira, el tatatarabuelo de Benita López de Ayala era tío de su homónimo el canciller mayor Pero López de Ayala, de sus hermanos Diego, Aldonza que se casó con Pedro González de Mendoza, y Mencía de Ayala (f. después de 1390) matrimoniada con Beltrán Vélez de Guevara (f. después de 1395), entre otros, además de ser sobrino de Elvira Sánchez que se había enlazado con el merino mayor guipuzcoano Beltrán Ibáñez de Guevara y del otro del mismo nombre Juan Sánchez de Ayala, mayordomo mayor del joven Don Juan Manuel y su teniente de adelantado mayor de Murcia de 1288 a 1295.
Por ende el tatarabuelo de Benita, el alférez mayor Pedro López de Ayala, era nieto paterno a su vez de Sancho López de Ayala y Haro "el Motila" (ca. 1235-Alfaro, 1288), mayordomo mayor del infante Manuel de Castilla y mandado a ejecutar por el rey Sancho IV, y de su esposa Aldonza Díaz de Velasco y Rojas o bien Aldonza de Velasco (n. ca. 1240).
Fruto del enlace entre Mateo de Guardiola y Benita López de Ayala hubo al menos dos hijos documentados:
- Lope Guardiola de Ayala "el de Jumilla" o bien Bachiller Lope Guardiola de Ayala (n. Jumilla, ca. 1530) quien llegó a ser juez de bienes confiscados de la Santa Inquisición y se enlazó en primeras nupcias hacia 1560 en Elche con la noble Leonor Martí[4][18] y en segundas nupcias en Murcia con Leonor de Contreras.[4] De aquel enlace entre Lope de Guardiola y su primera esposa Leonor Martí nacieron dos hijos:

- Mateo de Guardiola o bien Doctor Matheo de Guardiola (n. ca. 1562) que actuó como abogado del fisco de la Inquisición de Bolonia en donde había estudiado y se radicó allí pero sin dejar descendencia documentada.
- Juan Martín de Guardiola y Aragón (n. Jumilla, ca. 1565) que se unió en matrimonio dos veces en Murcia, la primera mujer fue Baltasara de Lisón y una vez viudo, con su segunda esposa Josefa Ibáñez Tocón tuvo dos hijos varones, llamados Francisco de Guardiola (n. Jumilla, ca. 1595) —que se matrimonió hacia 1620 con Ana del Castillo para concebir a Josefa y a Juan de Guardiola y Aragón (n. ib., ca. 1625) que floreció en el siglo XVII— y Damián de Guardiola que se casó en 1621, además de las hermanas Juana y Catalina, descienden los de su apellido de la ciudad de Jumilla y los de Murcia en general, que entonces incluía al señorío de Villena.

- Mateo de Guardiola "el Hermano Jumilla" o bien fray Mateo de Guardiola (n. Jumilla, ca. 1535).[32]